# Robert Cruwys
Robert Geoffrey Cruwys (10 de marzo de 1884 - 25 de agosto de 1951) fue un jugador de críquet y clérigo inglés. Nació en la casa solariega de la familia, Cruwys Morchard House, ubicada en Cruwys Morchard, una pequeña parroquia en Devon que toma su nombre de la familia Cruwys, que ha sido señora del señorío aquí desde el reinado del Rey Juan (1199-1216).
Cruwys fue educado en la Escuela Blundell's en Tiverton; tras ingresar al Exeter College, Oxford (Licenciatura en Humanidades en 1907), Cruwys jugó un único partido de primera clase para la Universidad de Oxford en 1907 contra Worcestershire. En la entrada de la universidad, anotó 10 carreras antes de ser eliminado por Ted Arnold y en la segunda entrada anotó 19 carreras antes de ser despedido por John Cuffe. Cuatro años antes, había hecho su debut para Devon en el Campeonato de Condados Menores de 1903 contra Glamorgan. De 1903 a 1913, representó al condado en 56 partidos, el último de los cuales fue contra Berkshire.
De 1914 a 1916, Cruwys fue vicario en Ilfracombe; para 1916, se le mostraba como rector en Cruwys Morchard. Al año siguiente, actuó como testigo en el matrimonio de su hermano Lewis George Cruwys (quien también jugó cricket para condados menores por Devon) y Margaret Abercrombie en St David's, Exeter. En 1934, se le mostraba viviendo en la Rectoría de Cruwys Morchard. Cruwys se casó con Annie Gwendoline, hija del Teniente Coronel John Bennett IMS. Falleció en la parroquia de su nacimiento el 25 de agosto de 1951. Su hijo, Comandante de Escuadrón Geoffrey Edgar Cruwys, RAF (1920-2015), heredó la casa solariega familiar.